# Joseph Fenasse
Pour les articles homonymes, voir Fenasse.
Joseph Fenasse (Auch, 1761-1846) est un évêque catholique français sans siège épiscopal, qui a œuvré dans le diocèse d'Auch.

## Biographie
L'Abbé Fenasse a tenu un rôle important dans l'Église durant les années qui ont suivi la Révolution française en œuvrant pour la paix et la continuation de la formation des futurs prêtres au sein du diocèse d'Auch. 
De 1815 à 1823, il est gouverneur du diocèse d'Auch au nom de l'évêque d'Agen, et élevé au rang d'évêque "pour l'administration". 
En 1828, le roi Charles X le nomma sur ordonnance évêque de Bayonne, charge qu'il refusa pour continuer sa mission au sein du diocèse d'Auch où il développait plusieurs communautés religieuses. Auparavant il avait également refusé la charge d'évêque d'Agen.
De 1823 à 1832 il a été premier vicaire général de monseigneur de Morlhon puis du cardinal d'Isoard, archevêques d'Auch.